# 小石川祐子
小石川 祐子（こいしかわ ゆうこ、1984年2月1日 - ）は、日本の元女優。
東京都出身。REALWAVE所属。2007年に文学座付属演劇研究所研修科卒業後、数多くの舞台で舞台経験を積む。スリーサイズはB80 W57 H84公式プロフィール。2012年を以って引退した。

## 出演

### 映画
- 夕闇ダリア（2011年／監督：池田千尋）
- こっぴどい猫（2012年公開／監督：今泉力哉）-　町田夏子 役
- よだかのほし（2012年公開／監督：斉藤玲子）-　すみれ 役

### 舞台
- おい！オヤジ。（2012年／演出：佐藤秀一）
- オヤジ！（2012年／演出：森本英樹）
- うつくしい世界（2011年／演出：成島秀和）
- 実験都市（2011年／演出：三浦毅）
- アセッション・ミロク （2010年／演出：上杉祥三）
- 日輪　あるいは夜の曳舟 （2010年／演出：高橋政男）
- ハウスシェア　わたしのプリン食べたら死刑 （2010年／演出：佐藤秀一）
- 奇跡の人（2009年／演出：鈴木裕美）
- 坂の上の家（2009年／演出：松熊信義）
- うしろ姿のしぐれてゆくか（2009年／演出：松熊信義）
- フェデリコ！（2008年／演出：井原和洋）
- ピクニック（2008年／演出：松熊信義）
- 野枝〜美は乱調にあり〜（2007年／演出：井原和洋）
- 極楽浪（2007年／演出：石橋直人）
- 女優たち（2007年／演出：湯澤公敏）
- 毒の香り〜浅草オペラ物語〜（2005年／演出：戌井市郎）

### その他
- 女優　小石川祐子（2012年/監督:池田千尋）*YouTubeで公開